# Aire de loisir de Coquihalla Summit
L'aire de loisir de Coquihalla Summit (anglais : Coquihalla Summit Recreation Area) est une zone récréative de la Colombie-Britannique située dans la chaîne des Cascades, de part et d'autre du col Coquihalla et de la route Coquihalla.

## Géographie
La zone récréative de 57,5 km2 est située à l'est du district régional de Fraser Valley, au nord de la chaîne des Cascades. Elle est située à 51 km au nord-est de Hope et à 69 km au sud-est de Merritt sur la route Coquihalla (Route 5). Elle comprend entre autres le col Coquihalla (1 245 mètres), le plus haut point de la route.

## Milieu naturel

### Flore
On retrouve dans le parc une grande variété de végétation. L'étage alpin est dominé par la camarine noire (Empetrum nigrum) avec des petits peuplements dispersés de pruche subalpine (Tsuga mertensiana), d'épinette d'Engelmann (Picea engelmannii) et de sapin subalpin (Abies lasiocarpa). Le versant est de la vallée est peuplé en majorité d'épinette d'Engelmann et de sapin subalpin accompagnées de sapin gracieux (Abies amabilis), de la ronce Rubus pedatus de sorbier de Greene (Sorbus scopulina) et de tiarelle unifoliée (Tiarella  trifoliata var. unifoliata). Le versant ouest est peuple de pruche subalpine accompagnées de l'airelle à feuilles membraneuses (Vaccinium membranaceum), d'azalée blanche (Rhododendron albiflorum) et de sapin subalpin.
Le fond de la vallée est dominé en majorité de pruche de l'Ouest (Tsuga heterophylla) et de sapin de Douglas (Pseudotsuga menziesii) accompagnée d'achlyde à trois folioles (Achlys  triphylla), de Berberis nervosa et de Polystichum munitum.

### Faune
Coquihalla Summit est fréquenté par plusieurs espèces de mammifères dont les plus grands sont le cerf mulet (Odocoileus hemionus), la chèvre de montagne (Oreamnos americanus) et l'ours noir (Ursus americanus). On y retrouve aussi une bonne variété de petits mammifères dont le pika américain (Ochotona princeps), la marmotte des Rocheuses (Marmota caligata), le lièvre d'Amérique (Lepus americanus), le coyote (Canis latrans), la martre d'Amérique (Martes americana), le tamia (Tamias sp.) et l'écureuil roux (Tamiasciurus hudsonicus).
Les rivières et les lacs sont habités par la truite arc-en-ciel (Oncorhynchus mykiss) et les saumons du Pacifique (Oncorhynchus sp.).